# Figueiró dos Vinhos e Bairradas
Figueiró dos Vinhos e Bairradas (llamada oficialmente União das Freguesias de Figueiró dos Vinhos e Bairradas) es una freguesia portuguesa del municipio de Figueiró dos Vinhos, distrito de Leiría.

## Historia
Fue creada el 28 de enero de 2013 en aplicación de una resolución de la Asamblea de la República de Portugal promulgada el 16 de enero de 2013 con la unión de las freguesias de Bairradas y Figueiró dos Vinhos, pasando su sede a estar situada en la antigua freguesia de Figueiró dos Vinhos.

## Demografía
| Gráfica de evolución demográfica de Figueiró dos Vinhos e Bairradas entre 2011 y 2021 |
|                                                                                       |
| Datos según el nomenclátor publicado por el INE portugués.                            |